# Квинт Мелий
Квинт Мелий (лат. Quintus Maelius; IV век до н. э.) — римский политический деятель, народный трибун 320 года до н. э. Упоминается в источниках в связи с Кавдинским договором, который Рим заключил с самнитами. Квинт и его коллега Луций Ливий выступили против предложения разорвать договор и выдать врагу людей, которые его подписали; они не нашли поддержки и были выданы самнитам вместе с остальными (по-видимому, их подписи тоже стояли под документом).
Цицерон называет коллегой Луция Ливия не Квинта Мелия, а Тиберия Нумиция.